# 植田観光
有限会社植田観光（うえだかんこう）は、熊本県・福岡県を中心に貸切バスを運行する事業者である。愛称はスイカバス
本社を熊本県熊本市北区植木町内1447-5に置き、貸切バスの全車両を同一施設で管理している。大牟田営業所は福岡県大牟田市白銀875-1、福岡営業所は福岡市東区松田1-906-1

## 概要
観光貸切バスは本社所在地、旧植木町特産のすいかのカラーリングが特徴である。それ故、「すいかバス」と称されることもある。バスは「スイカバス」の愛称名をもつ。旅行業なども運営する。
植田観光ロケーションサービスではロケーションコーディネート・リサーチ・ロケ車両も自社で対応している。　

## 車両

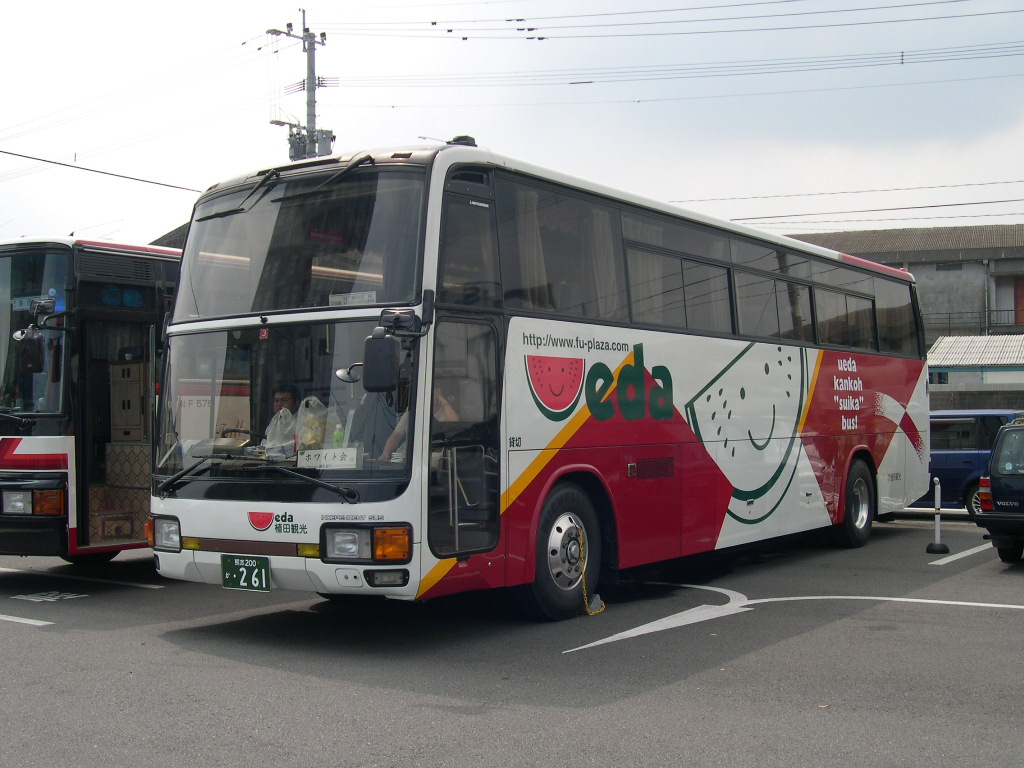
すいかバス

メーカーは貸切車はいすゞ・三菱が中心だが、近年トヨタのコースター新車マイクロバス（ロケバス用途）も導入するほか、小型バスについては日野車も保有している。最近は積極的に新型車両導入中